# Quercus ajoensis
Quercus ajoensis Mull. es una especie del género Quercus de la familia Fagaceae. 

## Distribución y hábitat
Es originaria de Arizona, Nuevo México, Colorado y Baja California.

## Descripción
Quercus ajoensis es un arbusto o pequeño árbol de hoja perenne que puede alcanzar entre 2,3 m y 3,2 m de altura. Las hojas son coriáceas de color verde azulado, lisas por ambos lados, con un tamaño de unos 3 x 2 cm, con lóbulos en forma de puntas agudas. Las bellotas maduran durante el primer año, miden 15 cm de largo, se encuentran solas o en pares, y tienen la copa poco profunda y generalmente de menos de 1 cm de diámetro.

## Taxonomía
Quercus ajoensis fue descrito por Cornelius Herman Muller y publicado en Madroño 12(5): 140–145, f. 1. 1954.
Etimología
Quercus: nombre genérico del latín que designaba igualmente el roble y la encina.
ajoensis: epíteto geográfico que se nombra por las Montañas Ajo, en el oeste del Condado de Pima, Arizona.
Sinonimia
- Quercus turbinella var. ajoensis (C.H.Mull.) Little
- Quercus turbinella subsp. ajoensis (C.H.Mull.) Felger & C.H.Lowe[3][4]